# Брач

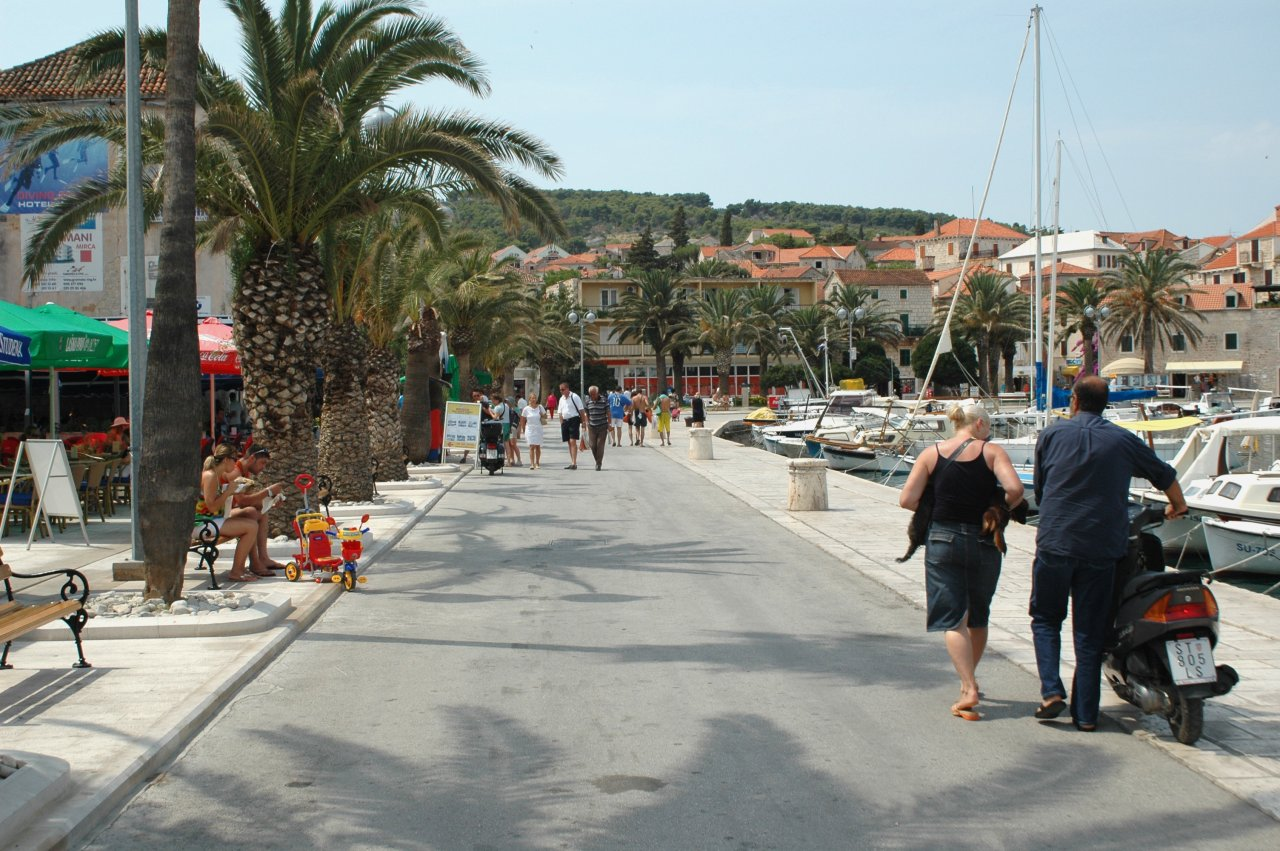
Набережна в м. Супетар

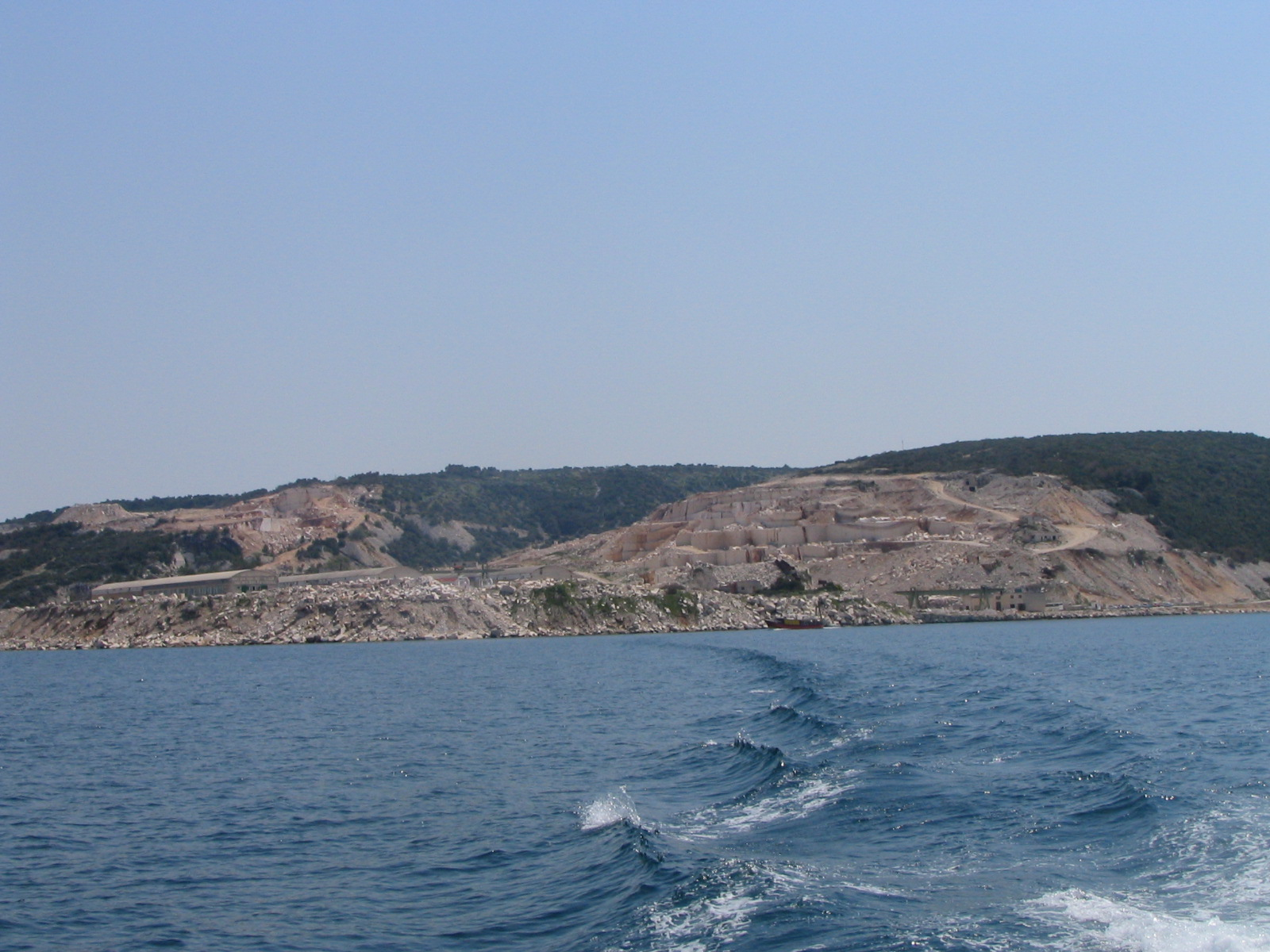
Каменоломні на о. Брач

Брач (хорв. Brač, італ. Brazza, лат. Brattia) — острів в Адріатичному морі, у південній частині Хорватії, біля далматинського узбережжя.

## Географія
Площа острова — 395,438030 км², довжина — 40 км, ширина — 12 км. Довжина берегової лінії — 180,613 км. Острів Брач — третій за площею на хорватській Адріатиці після островів Крк та Црес і третій за населенням після Крка і Корчули. На Брачі розташована найвища вершина хорватських островів — Видова гора (висота 778 м).
Населення острова — 14 031 (2001). Найбільші населені пункти — міста Супетар (населення — 3 889), Пучишча (Pučišća), Бол (Bol), Сутиван (Sutivan), Сумартин (Sumartin), Сельця (Selca) та ін. Супетар розташований у північній частині острова навпроти Спліта, Пучішча в північно-східній частині, Бол — на південному узбережжі, Сутиван — на північно-західному, а Сумартин і Сельця — на східному.
Від сусідніх островів Брач відділений морськими протоками: від о. Хвар — Хварським каналом, від о. Шолта — протокою Сплітско врата, а від узбережжя — Брачським каналом. Острів пов'язаний з материком поромними лініями Супетар-Спліт і Сумартин — Макарська. З м. Бол в м. Єлса на о. Хвар ходить пасажирське судно на підводних крилах.

## Економіка
Острів Брач відомий своїм м'яким середземноморським кліматом, піщаними і гальковими пляжами, сосновими гаями і красивими краєвидами, що робить його привабливим курортом. Особливу славу острову принесли каменоломні недалеко від м. Пучишча, де добувають білий «брачський камінь», що являє собою особливий вапняк білосніжного кольору. Брачським каменем облицьовані багато знаменитих будівель по всьому світу, серед інших — палац Діоклетіана в Спліті і Білий дім у Вашингтоні. З брачського каменю також виготовляються сувенірні вироби. Основне заняття місцевого населення — туристичний сервіс, рибний промисел, виноградарство, виробництво оливкової олії, видобуток і обробка брачського каменю.

## Історія
Як показують розкопки в печерах біля Супетара, острів був заселений з часів неоліту.
Як і на інших островах Адріатики на Брачі в IV ст. до н.е. були засновані грецькі поселення. В III ст. до н.е. Брач разом з усією Іллірією перейшов під контроль Риму.
В VIII ст. на острів, як і на решту далматинського узбережжя, прийшли слов'янські племена. Досить довго острів знаходився під контролем місцевих князів з Оміша і Спліта, лише в XIV ст. острів визнав над собою владу угорського королівства, з яким Хорватія була з'єднана династичної унією. Втім, незабаром острів знову потрапив під контроль місцевих князів, поки, нарешті, в 1420 р., разом з іншими далматинськими островами остаточно не перейшов під контроль венеційців.
Після падіння венеційської республіки в 1797 р. на острів прийшли австрійці. Вони були вибиті з острова наполеонівським військами в 1806 р. В 1807 Брач був зайнятий флотом Ушакова в ході середземноморської експедиції. Після закінчення воєн в 1815 р. острів разом з далматинським узбережжям знову відійшов Австрії.
В 1918–1921 р. острів окупували італійці, після першої світової війни він став частиною Югославії. Після розпаду останньої в 1990 р. острів став частиною незалежної Хорватії.

## Пам'ятки

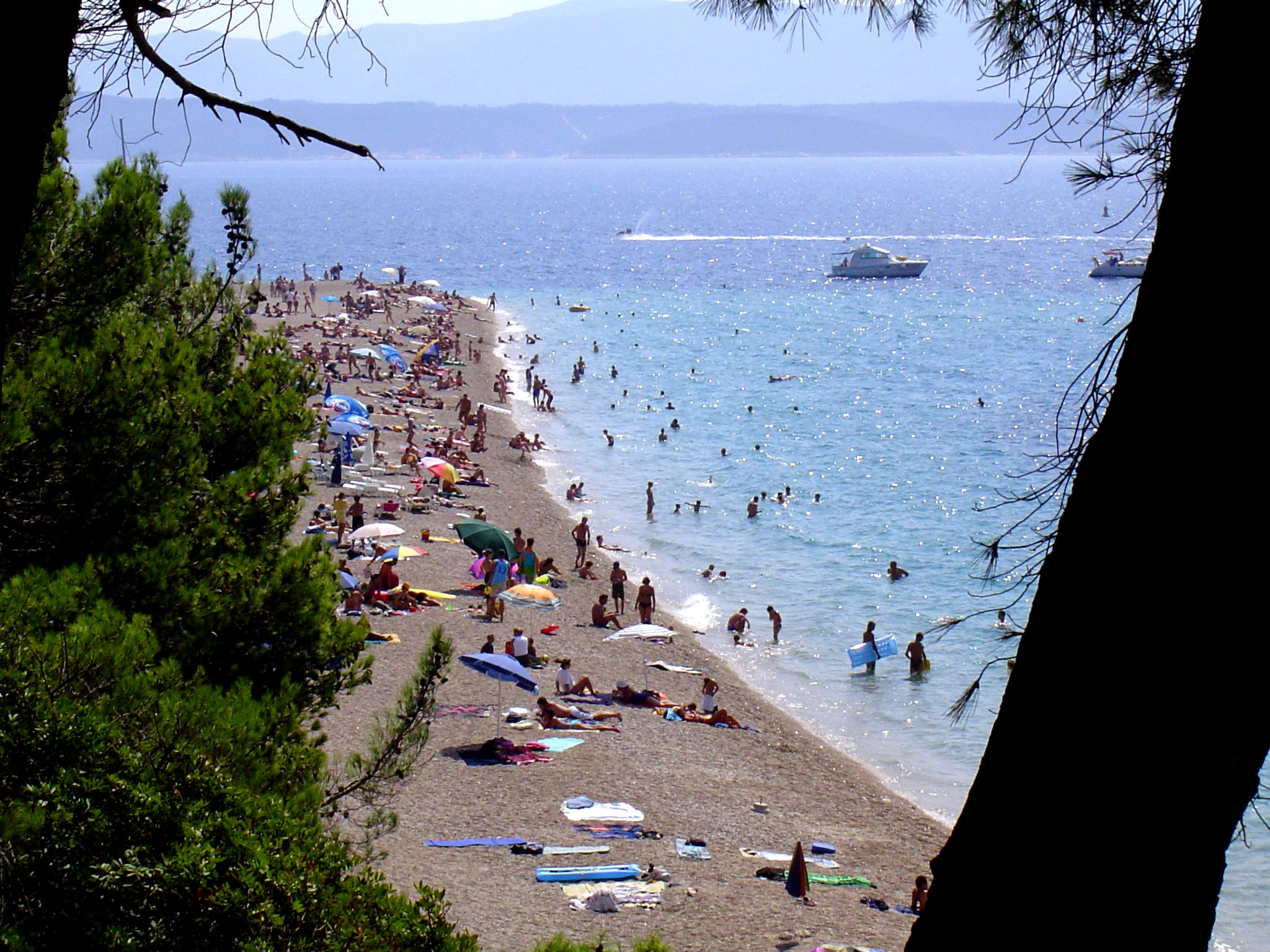
Золотий мис

- Супетар  — найбільше місто Брача. Поруч з містом — музейне село Шкрип зі старовинними будинками.
- Бол — популярний курорт, що лежить біля підніжжя Видової гори. Поруч з Болом розташований Золотий мис зі своїми знаменитими пляжами, а також відомий тим, що змінює свою форму в залежності від вітрів і течій.